# LINPACK
LINPACK е софтуерна библиотека за работа със системи от линейни алгебрични уравнения. Написана е на FORTRAN през 1970-те години за целите на суперкомпютрите.
До голяма степен библиотеката е наследена от LAPACK, която работи по-добре на векторни и паралелни процесори.

## Тест за производителност
Въпреки че библиотеката е остаряла, LINPACK днес намира приложение като основа за тест за производителността на компютри. Тестовете, базирани на LINPACK, измерват бързината, с която компютърът решава системи от линейни уравнения. Резултатът се дава като брой операции с плаваща запетая в секунда (Flops). Подобно на всички подобни тестове, това число не може да даде цялостна оценка на производителността на компютъра. Тъй като обаче операциите с плаваща запетая са често срещани в научните приложения, резултатът дава приблизителна сравнителна оценка на скоростта, с която компютрите биха се справяли с реални научни приложения.
Проектът TOP500 за класиране на най-високопроизводителните компютри в света използва тест, базиран на LINPACK.